# Sematophyllum steyermarkii
Sematophyllum steyermarkii là một loài Rêu trong họ Sematophyllaceae. Loài này được E.B. Bartram miêu tả khoa học đầu tiên năm 1946.